# Lopez Lomong
Lopez Lomong (ur. 5 stycznia 1985 w Sudanie Południowym) – amerykański lekkoatleta specjalizujący się w biegach średnich i długich.
Urodził się w pochłoniętym wojną domową Sudanie Południowym. W wieku 6 lat został odseparowany od swoich bliskich i do szesnastego roku życia przebywał w obozie dla uchodźców, po czym został adoptowany przez amerykańska rodzinę ze stanu Nowy Jork.
W 2008 zakwalifikował się na igrzyska olimpijskie w Pekinie, na których pełnił funkcję chorążego amerykańskiej reprezentacji. Z rywalizacji na dystansie 1500 metrów odpadł w półfinale. W 2009, biegnąc na tym samym dystansie co w Pekinie, zajął 8. miejsce podczas  mistrzostw świata w Berlinie. Był szóstym zawodnikiem w biegu na 3000 metrów na halowych mistrzostwach świata w Stambule (2012). W tym samym roku ponownie reprezentował Stany Zjednoczone na igrzyskach olimpijskich – podczas olimpiady w Londynie był dziesiąty na dystansie 5000 metrów. W 2015 stanął na najwyższym stopniu podium mistrzostw NACAC.
1 marca 2013 w Nowym Jorku ustanowił nowy halowy rekord Ameryki Północnej w biegu na 5000 metrów, który wynosił 13:07,00.
Stawał na podium mistrzostw Stanów Zjednoczonych oraz mistrzostw NCAA.

## Osiągnięcia
| Rok  | Impreza                          | Miejsce  | Konkurencja           | Lokata      | Wynik    |
| ---- | -------------------------------- | -------- | --------------------- | ----------- | -------- |
| 2008 | XXIX Letnie Igrzyska Olimpijskie | Pekin    | bieg na 1500 metrów   | półfinał    | 3:41,00  |
| 2009 | XII Mistrzostwa Świata           | Berlin   | bieg na 1500 metrów   | 8. miejsce  | 3:37,62  |
| 2012 | XIV Halowe Mistrzostwa Świata    | Stambuł  | bieg na 3000 metrów   | 6. miejsce  | 7:44,16  |
| 2012 | XXX Letnie Igrzyska Olimpijskie  | Londyn   | bieg na 5000 metrów   | 10. miejsce | 13:48,19 |
| 2013 | XIV Mistrzostwa Świata           | Moskwa   | bieg na 1500 metrów   | półfinał    | 3:43,79  |
| 2014 | XV Halowe Mistrzostwa Świata     | Sopot    | bieg na 1500 metrów   | eliminacje  | 3:48,06  |
| 2015 | II Mistrzostwa NACAC             | San José | bieg na 5000 metrów   | 1. miejsce  | 13:57,53 |
| 2019 | Mistrzostwa świata               | Doha     | bieg na 10 000 metrów | 7. miejsce  | 27:04,72 |

## Rekordy życiowe

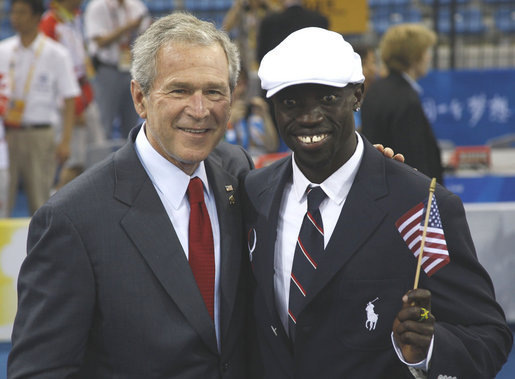
Lopez Lomong z George’em Bushem podczas igrzysk olimpijskich w Pekinie (2008)

- Bieg na 1500 metrów (stadion) – 3:32,20 (2010)
- Bieg na 1500 metrów (hala) – 3:36,52[5] (2013)
- Bieg na milę (stadion) – 3:51,45 (2013)
- Bieg na milę (hala) – 3:51,21 (2013) ósmy wynik w historii
- Bieg na 3000 metrów (stadion) – 7:39,81 (2014)
- Bieg na 3000 metrów (hala) – 7:43,01 (2016)
- Bieg na 5000 metrów (stadion) – 13:11,63 (2012)
- Bieg na 5000 metrów (hala) – 13:07,00 (2013) były rekord Ameryki Północnej.
- Bieg na 10 000 metrów – 27:04,72 (2019)